# Педро Хуан Гутијерес
Педро Хуан Гутијерес (шп. Pedro Juan Gutiérrez; Матанзас, Куба, 27.1.1950) кубански је писац за кога кажу да стално пише исту књигу.

## Биографија
Одрастао је у Пинар дел Рио и почео је да ради као продавац сладоледа и новина када је имао једанаест година. Био је војник, инструктор пливања и кајака, пољопривредни радник, варилац у бродоградилиштима где су се вариле челичне плоче без обзира на доба дана и радно време и новинар за 26 година. Он је сликар и вајар и аутор неколико књига поезије. Дошао је у центар Хаване када је имао 37 година и био запањен нивоом насиља, али и енергијом људи који су ту живели.

## Писац
Прво су кренули да се ређају предвидљиви епитети: карипски Хенри Милер, кубански Буковски. Он је, у ствари, храбар, мајсторски социјални писац познат и по жестоким еротским сценама. Пише и коментарише средину у којој живи онако успут, уз чашицу са другарима, или у постељи са љубавницама.

### Стил писања
Кад Гутијерес пише, све делује варљиво једноставно: као да користи мало речи, и то оних обичних, остављајући утисак да књигу као што је његова може свако да напише. То је она варка из најбољих Хемингвејевих прича које је сликар и писац Педро Хуан добро проучио. Привржен је реализму, за које неки сматрају да је то ипак прљави реализам. Његово сликарско око научило га је да у неколико потеза прикаже читаве галерије незаборавних ликова који насељавају његов свет из центра Хаване и чине радњу романа, где се мало тога догађа, динамичном и веродостојном.

### Осећања
Педро Хуан се не плаши осећања, нити избегава да о њима пише. Привлачност његових дела се огледа и у тузи, радости, љубави, гневу, страху, страсти, љубомори као свакодневици његових ликова. На читаоце преноси и своју заразну љубав према Хавани.
| „ | Један град се воли ако си у њему био срећан и ако си патио. Ако си волео и мрзео. И ако си без пребијене паре у џепу, тукао се по улицама, а после се повратио... Ако немаш своју причу тамо где живиш, само си као зрнце прашине ношено ветром. | ” |

## Дела
- Меланхолија лавова  109585932
- Змијско гнездо
- Наш Г. Г. у Хавани
- Pobre Diablo and Other Stories

### ЦиклусЦентар Хаване
- Прљава трилогија Хаване
- Краљ Хаване
- Тропска животиња  177938188
- Незасити човек-паук
- Псеће месо

## Награде
Добитник је шпанске награде Alfonso Garcia Ramos за 2000. годину.